# Geopsammodius hydropicus
Geopsammodius hydropicus är en skalbaggsart som beskrevs av Horn 1887. Geopsammodius hydropicus ingår i släktet Geopsammodius och familjen Aphodiidae. Inga underarter finns listade i Catalogue of Life.